# Borowa (obwód miński)
Borowa (biał. Баравая; ros. Боровая) – wieś na Białorusi, w obwodzie mińskim, w rejonie soligorskim, w sielsowiecie Czyrwonaja Słabada.
W dwudziestoleciu międzywojennym leżała w Polsce, w województwie poleskim, w powiecie łuninieckim, w gminie Czuczewicze. Znajdowała się tu wówczas strażnica KOP „Borowa”.